# Den spansk-amerikanske krig
Den spansk-amerikanske krig fandt sted i 1898 mellem USA og Spanien. Krigen resulterede i, at USA fik kontrol over spanske besiddelser i Caribien og Stillehavet. Besiddelserne var: Cuba, Filippinerne, Guam og Puerto Rico. Cuba fik sin selvstændighed, og resten af områderne blev købt af USA fra Spanien for 20 mio. USD.
Den 15. februar 1898 skete der en eksplosion på det amerikanske krigsskib USS Maine, som lå i havnen i Havana. Skibet sank, og 266 mænd døde. Undersøgelsen af, hvad eksplosionen skyldtes, kom ikke til at endeligt resultat, men den amerikanske presse mente, at det var en sabotagehandling. Pressen krævede krig med sloganet "Remember the Maine! To hell with Spain!". Efterfølgende undersøgelser har sandsynliggjort, at der var tale om en spontan eksplosion i krudt, der var opbevaret for tæt på en varmekilde. Det vil sige, at krigen startede på et falsk grundlag set med nutidens øjne.

## Baggrund
Oprindelsen til denne krig var det cubanske spørgsmål, som i hele det 19. århundrede havde været et konfliktspørgsmål mellem Spanien og De Forenede Stater (USA). Cuba var — tillige med Puerto Rico — den sidste rest af det store kolonirige, som Spanien tidligere besad i Amerika, men som stykke for stykke var blevet revet ud af dets hænder ved revolutioner. For Amerika var Cuba en attråværdig besiddelse, forsømt under det spanske herredømme, men et rigt felt for amerikansk foretagsomhed, hvis det kunne lykkes at bringe det ind under De Forenede Stater. Cubanernes separatistiske tendenser fandt derfor let støtte i Amerika. Det spanske regimente på øen havde fremkaldt en ikke ringe uvilje hos befolkningen både på grund af politiske og finansielle forhold. Der dannedes et stort, spansk-fjendtligt parti, og dette støttedes af Amerika, om end ikke åbenbart og direkte, så dog for så vidt som Staternes regering så igennem fingre med, at der førtes våben, ammunition og penge fra Fristaterne til Cuba som hjælp til de misfornøjede. Allerede tidligere var utilfredsheden gentagne gange slået ud i åbent oprør, således 1849, 1851, 1854 og 1868 — sidste gang varede oprøret i 10 år. Et nyt oprør brød ud 1895, farligere end nogen sinde før.
Importen af landbrugsprodukter til Cuba fra Amerika indtog en fremtrædende plads blandt stridsspørgsmålene: man klagede over, at den foregik — over Spanien. Hertil kom, at talrige amerikanere var bosatte på Cuba og her var udsat for trakasserier fra administrationens side. Under disse omstændigheder tog den offentlige mening i Amerika kraftigt til orde for at støtte cubanerne, og i april 1896 vedtog kongressen en resolution, der tenderede imod at anerkende oprørerne som krigsførende magt. Den amerikanske regering var nu ganske vist mere mådeholden i sin stilling til sagen, men da Spanien helt nægtede reformer så længe, oprøret ikke var standset, og da dette fortsattes, stadig støttet ved tilførsler fra Amerika, voksede spændingen mellem Spanien og Fristaterne i betænkelig grad.
Imidlertid var den militære kommando på Cuba i februar 1896 overgået til en ny guvernør, general Weyler — man ønskede i Spanien en kraftigere bekæmpelse af oprøret. Kampen antog fra nu af en forbitret karakter. General Weyler slog ind på en ny metode — "koncentrationerne" —, som gik ud på at afskære oprørerne fra alle fornødenheder. Landbefolkningen blev mod eller med sin vilje samlet i byerne, og al høst blev ødelagt. For den civile befolkning opstod der som følge heraf stor lidelse, nød og elendighed. I mange byer voksede dødelighedsprocenten til 20 à 25 %. I Amerika steg ophidselsen stadig. Men endnu tøvede præsident William McKinley og valgte, lige som sin forgænger, Grover Cleveland, forhandlingernes vej. Disse førte vel ikke til noget direkte resultat, men i oktober 1897 kom der et nyt ministerium i Spanien: Sagasta blev ministerpræsident, efter at forgængeren, Cánovas, var blevet myrdet. Sagasta tilbagekaldte general Weyler, som afløstes af Marechal Blanca. Der blev nu tilstået Cuba selvstyre. Men denne reform kom for sent, og trods alle Marechal Blanca’s ærlige bestræbelser vedblev elendigheden på øen. Oprørernes eneste svar på Blancas fredelige skridt var "uafhængigheden eller døden". Trods amnesti, ophævelse af "koncentrationerne" og reformer på landbrugets og industriens område fortsatte insurgenterne (selvstændighedsforkæmperne) kampen under Maximo Gomez og de Cisneros ledelse. Krigen blev blot endnu mere forbitret og ubarmhjertig ført, ikke mindst fra insurgenternes side, og da den spanske guvernør kun var herre i byerne, men magtesløs uden for disse, løb de spanske reformer for en stor del ud i sandet.

## Krigen bryder ud
Under alt dette havde ophidselsen i Amerika efterhånden nået kogepunktet, og et par tilfældige begivenheder fremkaldte eksplosionen. Først et uforsigtigt affattet brev fra den spanske gesandt i Washington. Det blev opsnappet og den 9. februar 1898 offentliggjort af cubanske agenter og viste sig at indeholde nogle lidet smigrende udtalelser om Mac-Kinley. Til trods for, at Spanien straks afløste gesandten og gjorde de fornødne undskyldninger, lod stemningen i Amerika sig ikke berolige, og nu indtrådte den begivenhed, som fik bomben til at springe. Den 15. februar 1898 sprang det amerikanske panserskib "Maine", der var stationeret i Havanna, i luften; der var 253 døde og sårede. Helt opklaret er grunden til denne katastrofe aldrig, omend sandsynligheden taler for, at det drejede sig om et ulykkestilfælde. Men for almenheden i Amerika stod katastrofen straks som en forbrydelse, og der anstilledes en undersøgelse, og præsidentens budskab angående resultatet af denne lod temmelig tydelig skinne igennem, at spanierne ikke var uden skyld i katastrofen. På sin side erklærede den spanske regering, at Spanien ingen som helst andel havde i det skete og tilbød at lade sagen komme for en international voldgift. Herpå indlod den amerikanske regering sig nu ikke. Den fremsatte heller ikke nogen formel fordring på skadeserstatning, men forhandlingerne om forholdene på Cuba antog fra nu af en udpræget skarp karakter, som ikke kunne lade tvivl åben om, hvor det bar hen. Forgæves søgte de seks europæiske stormagter at mægle, et tilsvarende skridt fra pavens side havde snarere den modsatte virkning end den tilsigtede, og den 18. april 1898 kom bruddet, idet De Forenede Stater anerkendte Cubas uafhængighed og forlangte, at spanierne skulde rømme øen. Den spanske regering svarede ved at tilbagekalde sin gesandt i Washington og tilstille den amerikanske gesandt i Madrid hans pas.

## Styrkerne
De to Modstandere var lige dårligt forberedte på krig.
Den regulære amerikanske hær på fredsfod talte 2.143 officerer og omkring 26.000 mand spredt over hele det udstrakte land, en styrke, der kun var lidet egnet til at være kerne i en national hær. De enkelte staters milits (omkring 5.800 officerer og omkring 105.000 mand) var for enkeltes vedkommende, for eksempel New Yorks, ret god, mens den i andre stater vedkommende kun eksisterede på papiret. Denne milits var nærmest kun bestemt til lokalforsvar og temmelig uanvendelig mod Spanien. Man ville nu ved anvendelse af frivillige bringe den regulære hær op til 61.000 mand, mens der i øvrigt, ligeledes ved frivillige, skulle skabes et passende kystværn. Den hele mobilisering såvel som den regulære hærs koncentration foregik på yderst primitiv måde, og resultaterne svarede til forberedelserne. Regeringen forlangte, at fra den 10. maj skulle 70.000 mand være rede til overførelse til Cuba, den øverstbefalende, general Miler, erklærede, at mangel på udrustning og ammunition gjorde enhver bevægelse umulig. Og foreløbig skete der intet.
Spanien havde ikke nogen særlig kolonihær. Hver kolonis forsvarsstyrke afpassedes efter befolkningens art. På Antillerne, hvor befolkningen ønskede uafhængighed, var hæren rekrutteret fra hjemlandet, på Filippinerne, hvor befolkningen i politisk henseende var meget delt, bestod hæren derimod for en væsentlig del af indfødte. På Cuba rådede man over 115 bataljoner, 48 eskadroner, 76 kanoner foruden en del fæstningsskyts. Styrken, der var svækket ved afgang af forskellig art, beløb sig til 150.000 mand i alt. Heraf var dog kun henved 80.000 mand tjenstdygtige, resten var på hospitalerne, og i det hele taget svarede hærens kampdygtighed på ingen måde til dens betydelige størrelse. Hæren var tilmed ganske overordentlig spredt, fordelt i garnisoner over hele øen, mere beregnet på at forsvare byerne og holde insurgenterne i tømme end til at operere mod en fremmed magts krigsstyrker. Befæstningsanlæg af nogen egentlig værdi fandtes kun ved Havanna, hvis forsvar var ret vel ordnet. Fæstningsværkerne om Sanjago var forældede og temmelig værdiløse. På Puerto Rico fandtes kun en svag garnison: 5 bataljoner. På Filippinerne, hvor de landmilitære operationer i øvrigt kun fik ringe betydning, rådede spanierne over 13—14.000 mand, dels spanske, dels indfødte tropper.

## Operationerne på Cuba og Puerto Rico
Som oven for fremhævet var den amerikanske hær temmelig magtesløs. Den offentlige mening forlangte øjeblikkelig afsendelse af en ekspedition til Cuba, men foreløbig var et sådant foretagende ganske umuligt: kun den regulære hær var overhovedet anvendelig, og hvad skulle man i det hele taget udrette med de svage midler, hvorover man rådede? Der samledes ganske vist et ekspeditionskorps under general Shafter i egnen om New Orleans, men hvor og hvad skulle man angribe? Havanna var uangribelig, og noget andet rimeligt strategisk mål fandtes ikke for et ekspeditionskorps af en størrelse som general Shafters. Krigen indledtes under disse omstændigheder på havet: den amerikanske flåde blokerede Havanna. En spansk eskadre under admiral Cervera afgik fra hjemlandet til de vestindiske farvande, men løb ved ankomsten til Cuba den 19. maj ind i Sanjagos havn, som den foreløbig ikke forlod, og hvor den snart efter indesluttedes af en amerikanske eskadre under admiral Samson.
Ved efterretningen om, at den spanske eskadre var løbet ind i Sanjagos havn, var der pludselig opstået et positivt mål for den amerikanske hær, thi på den afsides del af øen, hvor Sanjago lå, turde man regne med ikke at støde på betydelige spanske stridskræfter. Den 31. maj fik general Shafter ordre til at afgå til Cuba for sammen med flåden at angribe Sanjago og tage eller ødelægge den spanske eskadre. Det lykkedes imidlertid kun at bringe ekspeditionskorpset op på 16.000 mand, i alt væsentlig dannet af tropper af den regulære hær. Søtransporten fandt sted under megen uro og store forsinkelser, dels fordi man i det hele taget var dårlig forberedt på et sådant foretagende, dels fordi der, som det synes, herskede stor uorden ved transportens iværksættelse. Endelig forårsagede også frygt for spanske krigsskibes indgriben nogen forsinkelse i transportens afsendelse. Først den 14. juni afgik ekspeditionen i 35 transportskibe eskorteret af krigsskibe. Den 20. juni ankom denne flåde ud for Cubas sydøstkyst, og udskibningen fandt sted ved Baiquiri (ca. 14 danske mil øst for Sanjago) den 22. juni efter et voldsomt bombardement. Spanierne gjorde ingen modstand, de havde rømmet Baiquiri, før bombardementet begyndte. De amerikanske troppers udskibning foregik derefter, men med stor langsomhed: den varede i 5 dage, og det svære artilleri blev endda først udskibet den 2. juli. Der havde for inden landsætningen fundet en sammenkomst sted mellem general Shafter og admiral Samson, og cubanernes anfører Garcia tog del i forhandlingerne. Disse førte dog ikke til noget egentligt samarbejde mellem hær og flåde således, som admiral Samson havde ønsket det. Admiralen ville nemlig sammen med hærstyrken angribe forterne ved indløbet til Sanjagos havn, men general Shafter ville ikke gå med hertil, idet han foretrak at marchere lige løs på Sanjago.
Sanjago ligger en mils vej fra kysten af en udstrakt bugt i den sydøstlige del af Cuba i bunden af den henved 1 mil lange fjord, hvor den spanske eskadre havde søgt tilflugt dækket af forter og miner ved fjordmundingen. Mod landsiden var byen dækket af nogle forældede fæstningsværker supplerede ved et blokhussystem, det hele af meget ringe militær værdi. Besætningen bestod af 6.000 mand under general Linarés. Foruden disse tropper havde spanierne endnu 24.000 mand på denne del af Cuba fordelt i forskellige garnisoner, men næppe mere end godt en halv snes mil fra Sanjago. Men lige så lidt som spanierne havde modsat sig landgangen, lige så lidt gjorde de noget forsøg på at hjælpe general Linarés. Ordningen af general Shafters tropper foregik under en del uro og besvær, og der gik flere dage, før man var klar til fremrykning. Egnen mellem udskibningsstedet og Sanjago er for en stor del dækket med tætte skove og krat, terrænet derfor meget uoverskueligt, og en fremrykning i hovedsagen indskrænket til vejene. Da fremmarchen endelig kom i gang, skete den derfor kun langsomt. Spanierne havde sendt styrker frem fra Sanjago for at opholde amerikanerne på flere steder, og det kom til mere eller mindre alvorlige fægtninger, navnlig ved Carrey og San Juan den 1. juli. Amerikanerne beholdt valpladsen, idet spanierne trak sig tilbage til Sanjago, men general Shafters tropper var meget medtagne af kampens anstrengelser og af varmen, og han havde under alvorlig overvejelse atter at opgive det vundne terræn, skønt man fra de erobrede højder ved San Juan kunne beherske Sanjago og beskyde byen. Amerikanernes stilling synes imidlertid på grund af troppernes moralske tilstand at have været alt andet end gunstig, cg general Shafter henvendte sig nu til admiral Samson om hjælp, uden at dette dog førte til noget resultat. Men endnu en gang fremkaldte vigtige begivenheder på havet en vending til gunst for den amerikanske hær. Den 3. juli om morgenen forlod admiral Cerveras eskadre Sanjago og blev ødelagt under forsøget på at undslippe. Udfaldet i kampen ved San Juan synes i væsentlig grad at have bidraget til Cerveras beslutning om at forlade Sanjago.
Søslaget ved Sanjago havde en betydelig moralsk virkning såvel på byens forsvarere som på angriberne. General Shafter fattede atter mod og besluttede at fastholde sine stillinger, mens forsvarernes mod naturligvis sank stærkt ved efterretningen om deres flådes ødelæggelse. Det kom til forhandlinger, og den 16. juli kapitulerede Sanjago. Insurgenterne blev holdt helt uden for forhandlingerne, ikke en gang Garcia blev det tilladt at komme ind i Sanjago trods den ikke ringe hjælp, han havde ydet amerikanerne. Disse var fra nu af uindskrænket herrer på havet, og de kunde uhindret tage Puerto Rico som næste angrebsobjekt. Det gjaldt for amerikanerne om frem for alt at få hurtige resultater — Havanna var alt for vel forsvaret, men Puerto Rico ville man sandsynligvis let kunde erobre. Den til ekspeditionen bestemte styrke beløb sig til omkring 16.000 mand. Den 21. juli begyndte indskibningen, der foregik under de samme vanskeligheder og med den samme uro, som da det gjaldt Cuba, og den trak ud lige indtil den 10. august. Udskibningen begyndte den 25. juli ved Port Guanica. Den spanske besætning på Puerto Rico var meget for svag til at kunne modsætte sig landgangen. Den måtte indskrænke sig til at forberede forsvaret af selve hovedstaden. Trods den ringe modstand, amerikanerne mødte, skred deres operationer langsomt frem, og da fjendtlighederne den 13. august afbrødes af fredsforhandlingerne, var der endnu ikke nået noget afgørende resultat.

## Kampen om Filippinerne
Kampen om Filippinerne var nærmest en søkrig. Efter et søslag ved Cavite var det spanske forsvar i virkeligheden dødsdømt og øernes fald kun et spørgsmål om tid. Admiral George Dewey fremkaldte uden vanskelighed oprør på øerne, dette bredte sig hurtig til provinserne nord og syd for Manila, og snart kunne insurgenternes fører Emilio Aguinaldo angribe hovedstaden med omkring 5.000 mand. Angrebet gjorde i begyndelsen nogle fremskridt, men gik snart i stå foran Manilas fæstningsværker. Situationen var dog yderst alvorlig for spanierne, thi rundt omkring led deres over øerne spredte garnisoner nederlag på nederlag over for de ret energisk førte insurgenter. Også i Manila var situationen alt andet end god. Admiral Dewey ville dog ikke bombardere byen, da han indså det unyttige heri, så længe han ikke havde kræfter til at besætte byen. Således gik tiden indtil ind i juli måned. Imidlertid havde amerikanerne udrustet en ekspedition på omtrent 10.000 mand, der under general Merritt afgik fra San Francisco, og i løbet af juni og juli overførtes til Filippinerne i 3 transporter. Den første transport ankom til Cavite den 30. juni, den sidste den 31. juli. General Merritt besluttede at besætte insurgenternes stillinger, men uden at indlade sig på noget samarbejde med dem. Han fik dem til godvilligt at rømme stillingerne, som derefter blev besat af amerikanske tropper. Derpå blev der planlagt et almindeligt angreb på Manila: bombardement fra den amerikanske flåde såvel som fra land og derefter angreb til lands fra de amerikanske tropper, alt tilsyneladende efter alle kunstens regler, men i virkeligheden en angrebsplan baseret på, at spanierne ikke ville gøre alvorlig modstand. Og det slog til. Den 13. august kl. 9.35 begyndte amerikanerne at beskyde Manila, og nogle timer senere marcherede de amerikanske tropper, uden at møde væsentlig modstand, ind i byen. Kampen fra spaniernes side kan kun betegnes som skinforsvar. Kl. 13.30 kapitulerede byen. Tabene var meget ringe på begge sider, men 13.000 fanger og et rigt bytte faldt i amerikanernes hænder.

## Krigens Afslutning
Sanjagos fald havde brudt spaniernes modstandskraft, og den 26. juli indledte regeringen fredsforhandlinger, som førte til freden i Paris den 10. december 1898 (fredspræliminarierne var allerede blevet undertegnede i Washington den 12. august). Spanien opgav alle rettigheder med hensyn til Cuba, afstod Puerto Rico og sine andre besiddelser i Antillerne såvel som øen Guam. Med hensyn til Filippinerne overlodes de til De Forenede Stater mod betaling af 100 mio. franc. Selve krigen, der var ført under højst ulige vilkår for de to parter, havde varet i 4 måneder.
På Filippinerne udbrød der straks et oprør blandt frihedskæmperne, som havde håbet på at få selvstændighed. Cuba blev formelt en selvstændig stat, men i praksis en amerikansk lydstat. De cubanske selvstændighedsforkæmpere blev udmanøvrerede. Øen blev holdt besat af USA frem til 1902, da man fik en egen regering, men samtidig tvunget til at anerkende Platt-tillægget til grundloven, som gav USA ret til at blande sig i Cubas styre. Platt-tillægget var i kraft frem til 1934.

## Betydning
Krigen fik især betydning på to måder: den markerede på mange måder afslutningen på Det spanske koloniimperium. Det spanske imperium havde været for nedadgående siden begyndelsen af århundredet som en følge af Napoleons invasion af landet. Tabet af Cuba blev et nationalt traume, eftersom man anså Cuba mere som en provins af Spanien end som en koloni. Året efter krigen solgte Spanien sine få resterende kolonier i Stillehavet til det tyske kejserrige og havde dermed kun nogle mindre kolonier og/eller protektorater i Afrika tilbage: Spansk Vestafrika, Spansk Guinea, Spansk Sahara, Spansk Marokko og De Kanariske Øer, alle tyndt befolkede.
USA var på sin side blevet en kolonimagt ved at overtage tidligere spanske kolonier, og McKinley den første amerikanske præsident, som ved hjælp af krig skaffede USA et oversøisk inflydelsesområde; det var starten på USA's imperialisme.